# Koji Miyata
Koji Miyata (Japó, 15 de gener de 1923) és un futbolista japonès que disputà sis partits amb la selecció japonesa.